# 胡佛 (臺灣)
胡佛（1932年5月14日—2018年9月10日），字聖西，中華民國政治學者，浙江杭縣人，國立臺灣大學政治學系教授、中央研究院院士。曾任中央研究院政治學研究所學術諮詢委員會召集人，研究專長包含憲法學、政治文化、選舉行為、政治參與、政治變遷等領域。1989年胡佛與楊國樞、李鴻禧等自由派學者創辦政治評論社團「澄社」。

## 生平
1949年，隨父母來台。1951年夏，考入台大法律系就讀，畢業後考取政治大學政治研究所第二期。後往美國留學，就讀埃默里大學政治研究所，畢業論文主題是「中華民國五權政體」，集中於憲政體制的研究。於1961年返台後任教於台大政治系直至屆退。他曾經與政治系傅啟學教授等六位同仁共同申請並獲得哈佛燕京學社的經費補助，研究監察院的體制，出版了《中華民國監察院研究》，但這本書遭禁，研究者且被懲處。1969年胡佛獲「美國學術團體聯合會」獎助，前往耶魯大學進修，開始接觸當時流行的行為科學，特別有關政治系統、政治文化及政治參與等主題。回國後他對於治學方向做了大調整，開始嘗試在臺灣發展實證性的政治學研究。

## 榮譽
- 1969年～1970年，任美國學術協會理事會成員。
- 1985年，獲行政院國家科學委員會第一屆傑出研究獎。
- 1987年，獲行政院國家科學委員會優等研究獎。
- 1990年~1991年，任「Siu Lien Ling Wong」香港中文大學客座研究員[3]。
- 1991年~1992年，任國立臺灣大學首位「連震東法政講座」教授。
- 1992年，獲行政院國家科學委員會優等研究獎。
- 1997年，任中國社會科學院名譽高級研究員。
- 1997年，獲中國民主教育基金會傑出民主人士獎。
- 1998年，獲選中央研究院院士(第22屆人文及社會科學組)[4]。
- 1998年~1999年，任國立臺灣大學首位校聘講座教授。
- 1999年~2008年，任國家講座教授。
- 1999年，獲行政院國家科學委員會傑出研究獎。
- 2001年，獲中華民國斐陶斐譽學會傑出成就獎。
- 2008年，任上海社會科學院名譽研究員。
- 2010年，任國立臺灣大學名譽社會科學博士（台灣大學八十二周年校慶）[5]。

## 政治立場
胡佛反對台獨，認為台獨已經成為台灣的一種政治正確和選舉時催票的工具，「議論統一」將成為台灣社會風氣。他認為，現在台海兩岸統一的條件雖不成熟，但就長遠來看，兩岸將統一：隨著中國大陸綜合實務的增長和台海兩岸差距的不斷擴大，相信「台灣能夠獨立」的人越來越少，和平統一最符合兩岸人民的共同利益。他主張，兩岸統一是最高的道德價值，有些台灣人否定自己是中國人的行為是「缺德」，把台灣推向台獨方向是假道德。